# Бад-Шаллербах
Бад-Шаллербах (нем. Bad Schallerbach) — ярмарочная коммуна (нем. Marktgemeinde) в Австрии, в федеральной земле Верхняя Австрия. 
Входит в состав округа Грискирхен.  Население составляет 3311 человек (на 31 декабря 2005 года). Занимает площадь 8 км². Официальный код  —  40802.

## Политическая ситуация
Бургомистр коммуны — Герхард Баумгартнер (АНП) по результатам выборов 2003 года.
Совет представителей коммуны (нем. Gemeinderat) состоит из 25 мест.
- АНП занимает 14 мест.
- СДПА занимает 9 мест.
- АПС занимает 2 места.